# Bom Jesus do Oeste
Bom Jesus do Oeste es un municipio brasileño del estado de Santa Catarina. Tiene una población estimada al 2022 de 2 187 habitantes. Pertenece a la Región metropolitana del Extremo Oeste.

## Toponimia
Del portugués para "Buen Jesús del Oeste".

## Historia
Bom Jesus do Oeste fue habitado alrededor del 1949, entonces era conocido como Linha Gaúcha. Atraídos por las araucarias, los primeros colonos instalaron aserraderos. Se crea como distrito en 1977 y se emancipó el 19 de julio de 1995.